# François Fresneau de La Gataudière
François Fresneau de La Gataudière, sieur de la Ruchauderie, né le 29 septembre 1703 à Marennes et mort le 25 juin 1770 dans la même ville, est un mathématicien, un astronome et un ingénieur du roi au XVIIIe siècle.

## Biographie
Son père, François Fresneau de La Ruchauderie, secrétaire du Roi à la Cour des aides de Guyenne, dirige lui-même son éducation, et à 23 ans, le jeune homme gagne Paris pour étudier les mathématiques et l'astronomie. En 1732, à 29 ans, il obtient de Maurepas une charge d’ingénieur de la Marine à Cayenne en Guyane.
Il séjourne en Guyane entre 1732 et 1748. De son séjour en terre guyanaise, le Centre des Archives d'outre-mer dispose d’une importante correspondance entre 1732 et 1749. Ingénieur du roi, il se charge en 1734 de la remise en état des fortifications de la ville. Il a le projet de tracer une route jusqu’à la forêt du Haut Camopi en raison des difficultés de communication. Esprit ingénieux, il invente une machine à piler le manioc, propose de lever une carte de la colonie et projette l’établissement d’un marais salant en 1740. Il conçoit un soufflet pour injecter des matières soufrées dans les fourmilières qui infestent les plantations de cacaoyers et de manioc. Curieux de tout, il se passionne pour l’histoire naturelle guyanaise et herborise.
En 1744, Fresneau fait la rencontre à Cayenne de Charles Marie de La Condamine qui l’intéresse à ses travaux et lui demande de poursuivre les recherches. En explorant l’Oyapock dans le but de lever la carte de ce fleuve, il découvre en 1747 sur les bords de l’Approuague l’Hévéa Brasiliensis, l’arbre à caoutchouc. Il expédie à La Condamine un traité manuscrit sur les propriétés et l’utilisation faite du caoutchouc par les Amérindiens ; quelques mois plus tard, le naturaliste, de retour en France, en fait la communication à l’Académie des Sciences. Il est nommé correspondant de l’Académie des Sciences pour ses recherches sur le fameux caoutchouc.
À l’occasion d’un de ses congés en France, Fresneau épouse en juin 1738 Cécile Solin-Baron. Ils auront huit enfants dont un seul, Charles Jean-Baptiste, parvient à l’âge adulte. François Fresneau connaît des difficultés dans la colonie, autant auprès des administrateurs que des militaires qui lui contestent son rang de commandement. Pour des raisons de santé, il quitte la colonie en juin 1748 avec la Croix de Saint-Louis et une pension de six cents livres. Il laisse sa place d’ingénieur géographe à son beau-frère, Solin-Baron.
Il regagne alors le domaine familial de la Gataudière. Échangeant Cayenne pour la Saintonge, il continue ses observations à propos du sel marin, de la culture des huîtres et de la pomme de terre bien avant Antoine Parmentier. Entreprenant des travaux de transformation de sa demeure, il aménage un laboratoire rudimentaire au rez-de-chaussée pour poursuivre ses expériences sur le caoutchouc. Avec un intérêt soutenu, Fresneau cherche le moyen de dissoudre la résine et de la rendre liquide afin de façonner des objets conservant l’élasticité d’origine. Au bout de quinze ans de recherche, il trouve une solution théorique, avec de l’huile essentielle de térébenthine, qu’il expose dans un mémoire en février 1763 adressé au contrôleur général des Finances qui a également en charge la direction du commerce et de l’industrie. La conclusion des travaux de Fresneau est fondatrice, elle est reprise par la communauté scientifique, notamment Hérissant et Pierre Joseph Macquer.
Il meurt le 25 juin 1770 à Marennes. Une de ses petites-filles, Anne-Marie Julie, hérite du château familial et épouse en 1794 François de Chasseloup-Laubat.

## Hommages
- Rue François-Fresneau, Marennes-Hiers-Brouage
- Centre Fresneau (complexe sportif), Saint-Léger-des-Vignes